# Tengnoupal (Distrikt)
Der Distrikt Tengnoupal ist ein Distrikt im indischen Bundesstaat Manipur. Verwaltungssitz ist die namensgebende Stadt Tengnoupal.

## Geografie
Der Distrikt Tengnoupal liegt im Südosten Manipurs an der Grenze zu Myanmar. Nachbardistrikte sind Imphal East und Kamjong im Norden, Chandel im Süden sowie Kakching und Thoubal im Westen. Im Osten grenzt der Distrikt an den Staat Myanmar.
Die Fläche des Distrikts Tengnoupal beträgt 1213 Quadratkilometer. Der Distrikt ist ein Hochland mit zahlreichen Hügeln.

## Geschichte
Der heutige Distrikt entstand 2017 als einer der 7 neuen Distrikte Manipurs aus den Subdivisionen Macchi und Tengnoupal des (bisherigen) Distrikts Chandel. Da die Subdivision Macchi erst 1994 entstand, entsprach die Subdivision Tengnoupal bei den vorangehenden Volkszählungen 1971, 1981 und 1991 dem Gebiet des heutigen Distrikts.

## Bevölkerung
Nach der Volkszählung 2011 hatte der Distrikt Tengnoupal 59.110 Einwohner. Bei 49 Einwohnern pro Quadratkilometer ist der Distrikt nur dünn besiedelt. Der Distrikt ist deutlich ländlich geprägt. Von den 59.110 Einwohnern leben 42.263 Menschen (71,5 %) in Landgemeinden und nur 16.847 Menschen in städtischen Gebieten.
Der Distrikt Tengnoupal gehört zu den Gebieten Manipurs, die mehrheitlich von Angehörigen der „Stammesbevölkerung“ (scheduled tribes) besiedelt sind. Zu ihnen gehörten im Jahr 2011 49.541 Personen (83,81 Prozent der Distriktsbevölkerung). Die größten Gruppen stellen die Maring und Thadou. Die einheimischen Manipuri zählen nicht zur Stammesbevölkerung. Zu den Dalit (scheduled castes) gehörten 2011 460 Menschen (0,78 Prozent der Distriktsbevölkerung).

### Bevölkerungsentwicklung
Wie überall in Indien wächst die Einwohnerzahl im Distrikt Tengnoupal seit Jahrzehnten stark an. Die Zunahme betrug in den Jahren 2001–2011 rund 22 Prozent (21,01 %). In diesen zehn Jahren nahm die Bevölkerung um mehr als 10.000 Menschen zu. Die genauen Zahlen verdeutlicht folgende Tabelle (Quelle: Government of Manipur - Population of Manipur 2006, Tabellen 7.1 bis 7.5):

### Bedeutende Orte
Die Kleinstadt Moreh ist mit 16.845 Einwohnern das einzige städtische Gebiet im Distrikt Tengnoupal.

### Bevölkerung des Distrikts nach Geschlecht
Der Distrikt hatte meist – für Indien üblich – deutlich mehr männliche wie weibliche Einwohner. Nur im Jahr 2001 lag das Verhältnis zwischen den Geschlechtern in einem normalen Bereich.
| Verteilung der Bevölkerung nach Geschlecht im Distrikt Tengnoupal |                   |                   |                   |                   |                   |                   |                   |                   |                   |                   |
|                                                                   | Volkszählung 1971 | Volkszählung 1971 | Volkszählung 1981 | Volkszählung 1981 | Volkszählung 1991 | Volkszählung 1991 | Volkszählung 2001 | Volkszählung 2001 | Volkszählung 2011 | Volkszählung 2011 |
| Anzahl                                                            | Anteil            | Anzahl            | Anteil            | Anzahl            | Anteil            | Anzahl            | Anteil            | Anzahl            | Anteil            |                   |
| GESAMT                                                            | 17.389            | 100 %             | 25.666            | 100 %             | 30.888            | 100 %             | 48.849            | 100 %             | 59.110            | 100 %             |
| Männer                                                            | 9029              | 51,92 %           | 13.498            | 52,59 %           | 16.007            | 51,82 %           | 24.870            | 50,91 %           | 30.304            | 51,27 %           |
| Frauen                                                            | 8360              | 48,08 %           | 12.168            | 47,41 %           | 14.881            | 48,18 %           | 23.979            | 49,09 %           | 28.806            | 48,73 %           |

### Bevölkerung des Distrikts nach Sprachen
Fast die gesamte Bevölkerung des Distrikts Tengnoupal spricht tibeto-birmanische Sprachen. Nur rund 5 Prozent der Einwohnerschaft spricht andere Sprachen, meist Hindi, Tamil und Nepali. Die in Manipur meistgesprochene Sprache Meitei (auch Manipuri) wird im Distrikt von nur knapp mehr als 8 Prozent der Gesamtbevölkerung als Muttersprache benutzt.
Zwischen den beiden ehemaligen Subdivisionen Macchi und Tengnoupal gibt es allerdings große Unterschiede. Im Jahr 2011 sprachen 14.819 (74,6 %) der 19.865 Bewohner von Macchi Maring. Dahinter folgten mit 2295 Menschen (11,55 %) Thado und mit 828 Personen (4,17 %) Tangkhul. Manipuri wurde nur von 85 Personen als Umgangssprache angegeben.
In der Subdivisionen Tengnoupal war Thado die meistgesprochene Sprache mit 17.518 (44,64 %) der 39.245 Bewohner. Dahinter folgten Maring mit 5307 Sprechern (13,52 %) und Meitei mit 4663 Sprechern (11,88 %). Etwa 8 Prozent der Einwohner benutzten Umgangssprachen, die nicht zu den tibeto-birmanische Sprachen gehören. Besonders zahlreich sind diese Personen in der Stadt Moreh.
Die Sprachverteilung im gesamten Distrikt Tengnoupal (2011):
| Jahr                                   | Maring | Maring | Thado  | Thado | Meitei | Meitei | Kuki | Kuki | Hindi | Hindi | Tamil | Tamil | Tangkhul | Tangkhul | Zou  | Zou  | Vaiphei | Vaiphei | Nepali | Nepali | Gesamt | Gesamt   |
| Jahr                                   | Zahl   | %      | Zahl   | %     | Zahl   | %      | Zahl | %    | Zahl  | %     | Zahl  | %     | Zahl     | %        | Zahl | %    | Zahl    | %       | Zahl   | %\|%   | Zahl   | %        |
| -------------------------------------- | ------ | ------ | ------ | ----- | ------ | ------ | ---- | ---- | ----- | ----- | ----- | ----- | -------- | -------- | ---- | ---- | ------- | ------- | ------ | ------ | ------ | -------- |
| 2011                                   | 20.126 | 34,05  | 19.813 | 33,52 | 4748   | 8,03   | 1674 | 2,83 | 944   | 1,60  | 905   | 1,53  | 904      | 1,53     | 847  | 1,43 | 795     | 1,34    | 539    | 0,91   | 59.110 | 100,00 % |
| Quelle: Ergebnis der Volkszählung 2011 |        |        |        |       |        |        |      |      |       |       |       |       |          |          |      |      |         |         |        |        |        |          |

### Bevölkerung des Distrikts nach Bekenntnissen
Die Bewohner bekennen sich mehrheitlich zum Christentum. Hindus und Muslime bilden religiöse Minderheiten. Fast die gesamte Stammesbevölkerung ist in den letzten hundert Jahren zum Christentum übergetreten. Die Meitei (Manipuri) bilden die Mehrheit innerhalb der Hindus.
Zwischen den beiden ehemaligen Subdivisionen Macchi und Tengnoupal gibt es allerdings große Unterschiede. Im Jahr 2011 waren 19.405 (97,68 %) der 19.865 Bewohner von Macchi Christen. Nur 158 Personen (0,80 %) waren Hindus und nur 91 Menschen (0,46 %) Anhänger des Islams.
In der gesamten Subdivision Tengnoupal waren 30.345 der 39.245 Einwohner (77,34 %) Christen. Hinter ihnen folgten die Hindus mit 5759 (14,67 %) und die Muslime mit 2436 (6,21 %) Anhängern. In der Stadt Moreh waren von 16.847 Bewohnern 9547 Christen (56,67 %), 4403 Hindus (26,14 %), 2354 Muslime (13,97 %) und 103 Personen (0,65 %) Buddhisten. Unter der Landbevölkerung dagegen waren 20.807 (92,90 %) der 22.398 Bewohner Christen, 1356 Hindus (6,05 %), 82 Muslime (0,37 %) und 109 Buddhisten (0,49 %).
Die religiöse Zusammensetzung der Bevölkerung (2011):
| Jahr                                   | Buddhisten | Buddhisten | Christen | Christen | Hindus | Hindus | Jainas | Jainas | Muslime | Muslime | Sikhs | Sikhs | Andere | Andere | keine Angaben | keine Angaben | Gesamt | Gesamt |
| Jahr                                   | Zahl       | %          | Zahl     | %        | Zahl   | %      | Zahl   | %      | Zahl    | %       | Zahl  | %     | Zahl   | %      | Zahl          | %             | Zahl   | %      |
| -------------------------------------- | ---------- | ---------- | -------- | -------- | ------ | ------ | ------ | ------ | ------- | ------- | ----- | ----- | ------ | ------ | ------------- | ------------- | ------ | ------ |
| 2011                                   | 238        | 0,40       | 49.759   | 84,18    | 5917   | 10,01  | 28     | 0,05   | 2527    | 4,28    | 74    | 0,13  | 352    | 0,60   | 215           | 0,36          | 59.110 | 100,00 |
| Quelle: Ergebnis der Volkszählung 2011 |            |            |          |          |        |        |        |        |         |         |       |       |        |        |               |               |        |        |

## Verwaltung
Der Distrikt ist seit seiner Gründung 2017 in die drei Subdivisionen Macchi, Moreh und Tengnoupal aufgeteilt.